# اميرشهريار (مقاطعة تشرام)
اميرشهريار (بالفارسية: امیرشهریار) هي قرية تقع في قسم الغتشين الريفي (مقاطعة تشرام) في إيران. يقدر عدد سكانها بـ 18 نسمة بحسب إحصاء 2016.